# Spinoclosterium
Spinoclosterium  là một chi Song tinh tảo trong họ Desmidiaceae.